# Шашин, Алексей Егорович
Алексей Егорович Шашин (1851 или 1852 — ?) — российский православный слепец-миссионер, полемист и духовный писатель, проповедовавший среди старообрядцев, а также среди протестантов и мусульман.
Родился в крестьянской семье в Нижегородской губернии. В возрасте девятнадцати лет Шашин оставил православие и перешёл в раскол спасова согласия, став старообрядцем. Внимательное изучение Священного Писания и творений святых отцов привело его снова в православную церковь, когда ему было 22 года. Решающее влияние на присоединение его имел архимандрит Павел Прусский. 
С 1876 по 1880 год Шашин прожил в качестве послушника у архимандрита Павла и под его руководством усвоил приёмы полемики с раскольниками. Внимательно следя за миссионерской литературой, Шашин хорошо знал даже новейшие на тот момент сочинения о русском расколе старообрядчества. Он подготовил себе помощников и учеников-миссионеров, преимущественно из обращённых им из раскола старообрядцев. Согласно Л. Н. Толстому, проживал в Спасо-Преображенском Гуслицком монастыре Богородского уезда Московской губернии.
В 1891 году его усилиями была открыта школа в деревне Заволенье.
Основные работы: «О двух беседах со старообрядцами в селе Зуеве» («Братское Слово», 1884, № 15); «Беседы со старообрядцами в Бронницком и Коломенском уездах» (там же, 1887, № 14); «Беседы с апологетом раскола О. В. Швецовым в деревне Шувой» (там же, 1886, № 18 и 19); «Поездка в Херсонскую губернию и беседы с сектантами западного происхождения» (Москва, 1892); «Миссионерская поездка на Кавказ» (Москва, 1894); «Миссионерская поездка в костромскую епархию» («Братское Слово», 1893, № 17 и 20); «Поездка на Нижегородскую ярмарку для собеседования со старообрядцами в 1889 г.» (там же, 1889, № 19 и 20); «Путешествие на родину и беседы на Нижегородской ярмарке в 1888 г.» (Москва, 1889) и так далее.